# Gaullizam
Gaullizam (fr.: gaullisme)  je pojam koji se odnosi na političku doktrinu nadahnutu francuskim vođom otpora i kasnije predsjednikom Charlesom de Gaulleom, iako se on sam protivio tom nazivu.  Gaullistička  ideologija, zasnovana je na de Gaulleovim idejama i postupcima, mijenjala se i evoluirala tijekom vremena. Karakteristično je naglašavanje francuske neovisnosti od drugih država, kao i između ostalog dodirnih točaka sa socijalnim konzervativizmom, što je značilo da se često doživljava kao desna ideologija, iako postoje  gallisti  i na ljevici političkog spektra.
Zapadnnjemačkog kršćanskog demokratu kancelara Adenauera neki su nazivali i gaullistom.

## Vanjska politika
Jedna od glavnih smjernica vanjske politike gaullizma bio je francuski nacionalni suverenitet, da zemlja ne smije postati ovisna o stranoj državi ili vojnoj moći. To se odnosili prvenstveno na Treći Reich tijekom Drugog svjetskog rata a nastavilo se i protiv američkih, britanskih, kao i sovjetskih pretenzija, poslije Drugog svjetskog rata.
Strane savezničke vojne snage nisu prihvaćene na francuskom tlu nakon rata, osim pod francuskim zapovjedništvom. De Gaulle je u jednoj prigodi naglasio da ako organizacija NATOa, ne prihvata francuske uvjete da se može povući iz glavnog stožera Fontainebleau, jugoistočno od Pariza.
U skladu s de Gaulleovom težnjom za francuskom teritorijalnom autonomijom i neovisnošću, također je zagovarao i gradio francuski nuklearni arsenal koji postoji do danas.

## Unutarnja politika
Unutarnja politika Charlesa de Gaullea imala je zajedničke dodirne točke sa socijalnim konzervativizmom. Razvoj francuske nuklearne energije u velikoj se mjeri može pripisati de Gaulleovoj politici.
De Gaulle je želio ostvariti izravniji kontakt s narodom nego s parlamentarnom politikom; držao se općenito skeptičnog stava prema političarima i političkim igrama. Domaću politiku nadahnutu de Gaulleom neki su promatrači nazivali populističkom i zbog njihovog poštovanja prema osobnoj karizmi Charlesa de Gaullea.